# Windmühle Chesterton

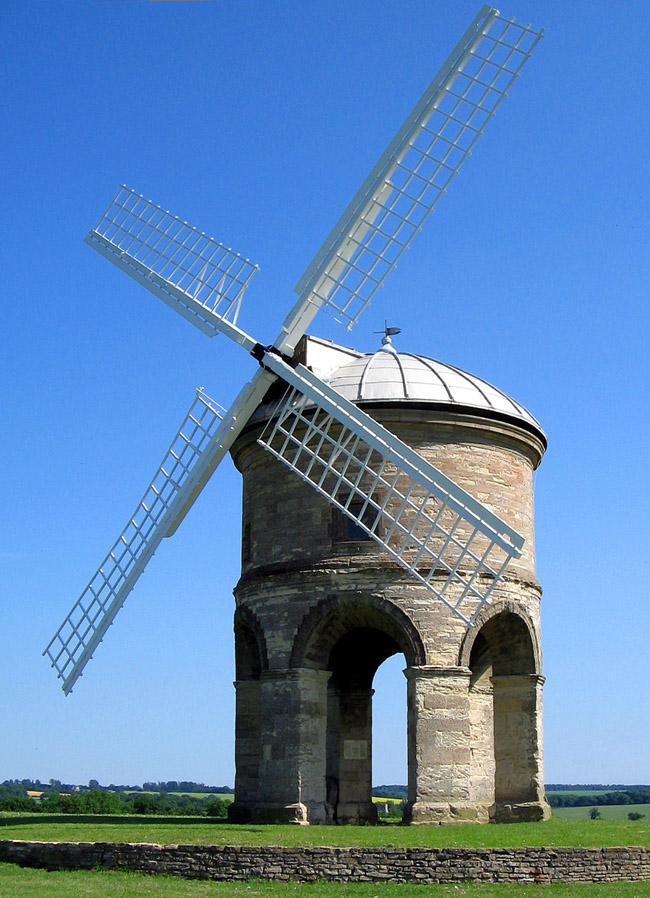
Windmühle Chesterton, Warwickshire (2005)

Die Windmühle Chesterton (englisch: Chesterton Windmill) ist eine aus dem 17. Jahrhundert stammende steinerne Turmwindmühle mit einzigartigem sechsfachem Bogensockel nahe dem gleichnamigen Dorf Chesterton, Warwickshire. Sie ist die einzige Windmühle dieser Bauart weltweit und eine auffällige Landmarke im Südosten von Warwickshire.

## Geschichte
Die seltene Windmühle ist eines der berühmtesten Wahrzeichen von Warwickshire. Sie befindet sich auf einer kleinen Anhöhe oberhalb von Chesterton, acht Kilometer südöstlich von Warwick und nahe dem römischen Fosse Way. Der Bau wird Sir Edward Peyto, Herr von Chesterton Manor, zugeschrieben, der in den Jahren 1632–1633 die Mühle bauen ließ. In dieser Zeit war John Stone, ein Schüler Inigo Jones’, als Architekt des neuen Manor House in Chesterton wohl auch an den Plänen für die Windmühle beteiligt. Sir Edward Peyto war Mathematiker, Astrologe und auch Architekt seiner Mühle. Es gab lange Zeit Annahmen, das Gebäude habe ursprünglich als Observatorium fungiert. Eintragungen im Grundbuchamt in Warwick beweisen jedoch, dass es sich bei dem Gebäude immer um eine Windmühle gehandelt hat. Damit ist sie die älteste Turmwindmühle Englands mit original erhaltenen Getriebeteilen.
Die Königswelle wurde im Jahr 1776 erneuert (Datum eingeschnitzt), 1860 ein neuer Rollenringrahmen (Drehkranz) und Kappenrahmen eingebaut. Um 1910 wurde die Mühle wegen eines schweren Krühwerkdefekts von ihrem letzten Müller, William Haynes, stillgelegt, da sie sich nicht mehr in den Wind drehen ließ. Haynes wechselte zur Windmühle von Harbury (Turm erhalten), eine Meile ostwärts entfernt. Damit endete auch die professionelle Dauerverwendung der Mühle von Chesterton.
Bilder aus den 1930er Jahren zeigen die Mühle mit Segelbespannung – es wurde ab und zu gemahlen, wenn der Wind günstig blies. In dieser Zeit sollen auch Reparaturen an den Flügeln durchgeführt worden sein. Anfang der 1950er Jahre brach einer der Flügel der Mühle ab, der wieder instand gesetzt wurde – 1958 war das Flügelkreuz wieder intakt. Seit den 1960er Jahren ist die Mühle Eigentum des Grafschaftsrates von Warwickshire (Warwickshire County Council), der sich um ihren Erhalt kümmert. Erst 1966–1971 fanden die notwendigen Reparaturen vornehmlich an der Kappe und am Flügelkreuz aus Mitteln des National Trust statt, und die Mühle öffnete danach jährlich ihre Türen für wenige Tage im Sommer für interessierte Besucher.
Im September 2006 stürzte ein Flügel herab und verletzte eine Besucherin leicht. Daraufhin wurde die Mühle für Besucher gesperrt, im folgenden Jahr begannen erneute Reparaturen. Seit Herbst 2007 ist sie wieder voll mahlfähig.

## Beschreibung und Konstruktion
Der gedrungene Mühlenturm mit einem Durchmesser von knapp sieben Metern und einer Kappenhöhe von ca. elf Metern wurde aus örtlichem Kalkstein und Sandstein errichtet, seine Bauart und sein Antrieb sind weltweit einzigartig. Er steht auf sechs Halbkreisbögen, deren Pfeiler wiederum Teil nach innen laufender Bögen mit gemeinsamem Zentrum bilden, quasi ein sechsfaches Kreuzgewölbe. Ein Sandsteinfries verläuft über den Bögen um den Turm, unterhalb der vier Fenster. Zwei der Fenster sind klein, die beiden größeren sind mit Steinstreben versehen. Im Kappendach ist gegenüber dem Flügelachsenaustritt ein kleines Dachfenster eingelassen, das oberhalb eine kleine Plakette mit der Inschrift E. P. 1632 aufweist.
Der obere geschlossene Turmteil aus Sandstein weist neben dem offen zugänglichen Eingangsboden zwei weitere Mühlenböden auf: den ersten, unteren oder Steinboden in 4,6 Metern Höhe über dem Grundboden aus Kalksteinquadern mit den beiden Mahlgängen mit Rahmen und Bütte (engl. hurst frame, ein seltenes Bauteil in englischen Windmühlen), dem Stirnrad und Sackaufzugsseil (verläuft durch die Bodentür) und als zweiten, oberen oder Hebeboden mit Kammrad, Bunkler, Sackaufzug und Teilen des Krühwerks. Die kurze Königswelle und die Krühwerkhauptteile mit Windrichtungsanzeiger sind in der drehbaren Kappe untergebracht, ein in England unübliches Innenkrühsystem, das die Kappe per Handwinde mit Stirnrad und Schneckengang dreht.
Bis 1930 war ein zentrales Holzverschlagssystem innerhalb des Eingangsbodens zwischen die Bögen eingebaut, um Säcke zu lagern. Dazu gab es eine offene Holztreppe, die zur Falltür im Steinboden führte, und ein Gestell für den Sackaufzug. Wegen mehrfachen Vandalismus wurden diese Holzbauteile entfernt.
Das Kappendach, eine Holzkonstruktion in Form eines runden Flachdoms mit einer Bleiplattenbeschichtung, erhielt wegen Vandalismusgefahr einen härteren Aluminiumblechbelag. Ein Rollenringrahmen ist in den oberen Mauerring eingelassen, der die Kappe leicht drehen lässt. Der Windrichtungsanzeiger auf dem Dach verläuft ins Kappeninnere, an dessen unterem Ende ein Umdrehungsanzeiger sitzt, der es dem Müller erlaubt, die Mühle in den Wind zu drehen, ohne das Mahlwerk anzuhalten. Die Segelgatterflügel (18 Meter Rutenlänge mit 42 m² Segelbespannung) laufen, wie bei den meisten Windmühlen weltweit, von außen gesehen gegen den Uhrzeigersinn, von innen (aus der Sicht des Müllers „unter dem Wind“) rechts herum.

## Mühle in Newport, Rhode Island
In Newport, Rhode Island steht eine Ruine aus dem späten 17. Jahrhundert, die als Newport-Mühle bezeichnet wird und starke Ähnlichkeit mit der Windmühle von Chesterton aufweist. Ihr historischer Zweck ist nicht gesichert, zu ihm gab es vor allem im 19. Jahrhundert verschiedene Spekulationen.